# Hey Ram
Hey Ram (dewanagari: हे राम, nasta'liq: ہے رام, tłumaczenie: „Oh Ram!” lub „O, Boże!”, inne tytuły: „Hey! Ram”, „Hey Ram: Augenblicke der Zärtlichkeit”, „Augenblick der Zärtlichkeit”) to kontrowersyjny dramat indyjski, który miał premierę w 2000 roku jednocześnie w języku hindi i w tamilskim. Reżyserem, scenarzystą i producentem jest odtwórcą głównej roli Kamal Hassan. Tłem dramatu są pół fikcyjne wydarzenia związane z podziałem Indii, bratobójczymi walkami między hinduistami a muzułmanami i zamachem na Gandhiego. Historię dramatu bohatera opowiada wnukowi umierający starzec 6 grudnia 1999 roku w siódmą rocznicę zniszczenia przez hinduistów meczetu Babri w Ayodhya.
Film był indyjskim kandydatem do Oscara.

## Fabuła
Saketh Ram (Kamal Hassan), 89-letni bramin z Madrasu umiera otoczony troskliwą opieką wnuka. Karetka przewożąca go do szpitala zostaje zatrzymana z powodu zamieszek religijnych związanych z  rocznicą zburzenia przez hinduskich ekstremistów meczetu w Ayodhya. Umierający mężczyzna, nieprzytomny pod maską tlenową, widzi przed oczyma swoją młodość, czas, który odcisnął najwyraźniejsze piętno na jego życiu.
Rok 1947. Indie po 150 latach okupacji brytyjskiej odzyskują nareszcie upragnioną wolność, ale cena jej jest bardzo wysoka. Odchodzący Brytyjczycy zwracając Indiom wolność dzielą je na dwa kraje muzułmański Pakistan i Indie. Granice rozszczepionego na dwie części Pakistanu przecinają dwa stany. Na zachodzie – Pendżab i na wschodzie – Bengal. Zaczynają się walki między hindusami i muzułmanami. Rusza wielki exodus – miliony hindusów i sikhów uciekają z Pakistanu do Indii. Miliony muzułmanów ucieka z Indii do Pakistanu.
Hinduski bramin Saketh pracuje przy wykopaliskach cywilizacji Harappa. Obok niego jego przyjaciel muzułmanin Amjad Ali Khan (Shah Rukh Khan). Anglicy przerywają prace z powodu zamieszek religijnych. Wolni od pracy obaj świętują w gronie przyjaciół ciesząc się swoją obecnością, żartując sobie, śpiewając razem, pijąc. Roześmiani, objęci, odurzeni przyjaźnią i alkoholem. Wkrótce Saketh wyjeżdża do Bengalu do swojej żony Aparny (Rani Mukerji). Przyjechawszy do Kalkuty Saketh jest poruszony nastrojem strachu, który panuje w mieście. Żona boi się otworzyć drzwi spodziewając się napaści. Jego obecność uspokaja ją. Stęsknieni za sobą okazują sobie czułość i namiętność kochając się. W domu niewiele jest jedzenia, bo sklepy zamknięto z powodu zamieszek. Mimo jej niepokoju Saketh wychodzi poszukać otwartego sklepu. Przez ulice przewalają się wzburzone tłumy. Udaje mu się uratować hinduską kobietę napastowaną przez muzułmanów. Gdy wraca do domu zastaje w mieszkaniu kilku mężczyzn. Spętany przez nich, słyszy krzyki wielokrotnie gwałconej żony. Gdy zostają sami, miota się przy niej daremnie próbując zatamować krew z poderżniętego gardła. Wybiega oszalały na płonące ulice. Chce zabijać muzułmanów! Zrozpaczony tym, co widzi i tym, co robi, trafia na Shrirama Abhayankara (Atul Kulkarni), hinduskiego ekstremistę przepełnionego nienawiścią do muzułmanów. Oskarża on o tragedię w kraju... Gandhiego. Uważa on, że nie opowiadając się zdecydowanie po stronie hindusów, Gandhi wzmocnił pozycję muzułmanów i doprowadził do podziału Indii, do powstania Pakistanu.
Mija pewien czas i rodzina aranżuje małżeństwo Saketha z młodziutką Mythili Iyengar (Vasundhara Das), ale okazuje się, że Saketh nie jest w stanie zbliżyć się do kogokolwiek. Obecność dziewczyny budzi w nim wciąż wspomnienia Aparny. Dręczą go też obrazy zabijanych ludzi, także tych, którzy zginęli z jego ręki. Nagle, nic nie mówiąc żonie wyjeżdża do Kalkuty. Błądzi śladami bolesnej przeszłości. Dopytuje o samego siebie w domu, w którym kiedyś był szczęśliwy z Aparną, na co ktoś odpowiada mu, że może nie znaleźć tej osoby, bo w tym domu dokonano masakry. Ten wyjazd uspokaja jego serce. Zaczyna się zbliżać do żony. Uczy się odczuwać wobec niej czułość, gdy ponowne spotkanie z Shriramem Abhayankarem czyni z niego człowieka misji, narzędzie hinduskich ekstremistów. Saketh zrywając więzi z przeszłością, z rodziną ma przyjechać natychmiast do Delhi, aby... zabić Gandhiego.

## Motywy kinaindyjskiego
- Anglik przerywa wspólną pracę przy wykopaliskach hindusa Saketha i jego muzułmańskiego przyjaciela Amjada Ali Khana. Saketh z trudem przejeżdża taksówką w Kalkucie przez tłum wzburzonych muzułmanów. Ratuje od nich napastowaną kobietę. Gwałcą mu żonę. Zabija gwałciciela i.. starca. Podczas wyzwolenia Indii w 1947 roku spod okupacji Brytyjczyków z powodu podziału subkontynentu na dwa państwa Pakistan i Indie w kraju dochodzi do rzezi, wzajemnych pogromów między muzułmanami, a hindusami. Obrazy tych tragicznych zdarzeń można też zobaczyć m.in. w Earth (ziemia), Pinjar, Kisna, Partition.
- 6 grudnia 1999 roku. 7 lat po zniszczeniu przez hinduskich ekstremistów meczetu w stanie Uttar Pradesh, w Ayodhya, po wzajemnych rzeziach muzułmanów i hindusów XII.1992/I. 1993, po ich odpowiedzi w postaci bomb, które wybuchły w marcu 1993 roku w Bombaju. Karetka z umierającym bohaterem z trudem przejeżdża przez płonące ulice. Zostaje zatrzymana i Saketh umiera w pobliżu bratobójczej walki. Z koszmarami podobnej, ale z roku 1947, przed oczyma. Temat ten pokazano też m.in. w Fiza, Bombay (film), czy Black Friday.
- Delhi. Dzielnica muzułmańska po godzinie policyjnej. Amjad pomaga Sakethowi uciec przed ścigającymi go muzułmanami. Sytuacja się odwraca. Obaj uciekają od hinduskich ekstremistów. Sceny pościgu w mieście m.in. też – Darr, Towarzystwo, Shootout at Lokhandwala, Wojownik, Kaaka Kaaka, Yeh Dil, Taxi Number 9211, Black Friday, Athadu, Varsham, czy Nijam.
- Saketh wraca do żony ulicami płonącej w bratobójczej walce Kalkuty. Ratuje w niej kobietę, której grozi gwałt. Wędrując ulicami miasta, jego zaułkami szuka śladów po żonie, którą mu zabili, po ludziach, których on w odwecie zabił. Kalkuta jest też tłem m.in. -Yuva, Parineeta, The Namesake, 15 Park Avenue, czy Calcutta Mail.
- Saketh zostaje wezwany do Delhi, aby dokonać zamachu na Gandhim. Samotnie przeczekuje czas w hotelu. Tu nie przyznaje się do przyjaźni z muzułmaninem Amjadem, a potem naraża dla niego swoje życie. W szpitalu delhijskim umiera jego przyjaciel do końca widząc w nim przede wszystkim to, co dobre. W Delhi też bohater jest swiadkiem zamachu na Gandhiego. Miasto jest też tłem m.in. – Rang De Basanti, Chak de India, Fanaa, Ahista Ahista, Zindaggi Rocks, Monsunowe wesele, czy Cheeni Kum.
- Bohater oskarża Gandhiego o odpowiedzialność za rzezie w 1947 w Kalkucie. Przygotowuje się do zamachu na niego. Chce go prosić o wybaczenie za swoje plany zabicia go. Gandhi planuje z nim wyjazd pojednania do Pakistanu. Saketh jest świadkiem strzałów do Gandhiego, jego śmierci. Motyw Gandhiego – m.in. też w Gandhi, My Father, Water, Lage Raho Munna Bhai, Maine Gandhi Ko Nahin Mara. Nawiązania do jego osoby, jego słów (np.Cheeni Kum), jego metody do walki "bez przemocy", jego portrety na posterunku policji (np.Nijam) są w wielu filmach.
- Saketh ratuje nieznaną hinduskę przed gwałtem, muzułmanie w tym czasie gwałcą mu żonę. Motyw gwałtu m.in. także w- Wojownik, Dushman, Woh Lamhe, Dil, Sainikudu.
- Rodzina próbuje wyciszyć żal Saketha po stracie żony aranżując dla niego małżeństwo, zachwalając umiejętności kulinarne i muzyczne Mythili. Motyw aranżowanego małżeństwa częsty w filmach – np. Vivah, Czasem słońce, czasem deszcz, Dil Hi Dil Mein, Yeh Dil, Madhoshi, Kyun...! Ho Gaya Na, Dil Chahta Hai, Life in a... Metro, The Namesake, Just Married, Żona dla zuchwałych.

## Obsada
- Kamal Hassan – Saket Ram
- Shah Rukh Khan – Amjad Ali Khan
- Hema Malini – Ambujam Iyengar
- Rani Mukerji – Aparna Ram
- Atul Kulkarni – Shriram Abhayankar
- Vasundhara Das – Mythili Iyengar
- Girish Karnad – Uppilli Iyengar
- Saurabh Shukla – Lalwani
- Kavignar Vaali – Bhashyam Iyengar
- Naseeruddin Shah – Mahatma Gandhi
- Shruti Haasan – Shruti Patel